# 박재호
박재호(朴在昊, 1959년 2월 13일~)는 대한민국의 정치인으로 더불어민주당 소속 제20·21대 국회의원이다.

## 생애
상도동계 출신으로 1986년 신한민주당 서석재 국회의원의 비서로 정치에 입문하였다. 1987년 대한민국 제13대 대통령 선거 때 민주쟁취 선거혁명추진 부산학생연합회 회장을 맡았다. 김영삼 대통령 취임 후 대통령비서실 인사재무비서관 등을 역임하였다. 김영삼 대통령 퇴임 후 미국 아이오와 주립대학 객원연구원으로 있다가, 1999년 귀국한 후 대한민국 제16대 국회의원 선거에서 부산 북구·강서구 을 선거구 출마를 선언한 노무현의 선거캠프에 합류하면서 3당 합당 후 9년 만에 민주당계 정당으로 이적하였다. 그리하여 친노 인사로 분류되었다. 2002년 대한민국 제16대 대통령 선거 기간 동안에는 노무현 후보의 조직 특별보좌역으로 활약한다.
노무현 대통령 취임 이후 대통령 정무비서관으로 임명되었으나 반년만에 사임하고, 2004년 대한민국 제17대 국회의원 선거에서 열린우리당 후보로 부산 남구 을에 출마해 첫 선거를 치렀다. 상대는 같은 상도동계 출신인 한나라당 김무성 후보였다. 노무현 대통령 탄핵 소추 사태 역풍에 힘입어 크게 선전했으나 45.11% : 54.88%로 9.77% 차 석패를 기록하며 낙선의 고배를 마셨다. 같은 해 국민체육진흥공단 상임감사에 임명되었다가 이듬해인 2005년 이사장에 임명되었다.
이후 2008년 대한민국 제18대 국회의원 선거에 무소속 후보로 출마했으나 이번엔 16.5% 득표율을 기록하며 3위에 그쳤고 겨우 선거 비용 전액 보전에만 성공했다. 낙선한 후 횟집을 운영하다가 이재정, 천호선 등과 더불어 국민참여당 창당을 주도했으나 통합진보당에는 합류하지 않았다. 2012년 대한민국 제19대 국회의원 선거에서 민주통합당 후보로 같은 선거구에 출마하였으나 새누리당 서용교 후보와 맞붙어 41.46% : 49.38%로 7.92% 차로 밀려 낙선하였다. 2015년에 아내와 사별했다.
2016년 대한민국 제20대 국회의원 선거에 같은 선거구에 4번째로 출마해 새누리당 서용교 후보와 재대결하여 이번에는 48.11% : 43.45%로 4.66% 차 신승을 거두며 4번째 도전 끝에 당선되었다. 당선 이후 국토교통위원회 위원으로서 신규아파트 이주와 오륙도 관광지화로 교통대란이 일어날 것으로 예상되는 용호동 지역에 오륙도선을 유치하는데 성공했다. 거기에 국방부와 포럼을 열어 우암선을 활용한 부산 도시철도 우암선 계획도 진전시켰다.
2020년 대한민국 제21대 국회의원 선거 때엔 남구 을에 단수공천을 받았다. 상대는 경기도 광명시 을에서 지역구를 옮긴 미래통합당 이언주 후보였다. 개표 내내 엎치락뒤치락 접전을 벌인 끝에 50.5% : 48.74%로 득표율 1.76%, 득표 수 1,430표 차로 이언주 후보를 꺾고 지역구를 수성하며 재선에 성공했다. 이로써 울산광역시 북구에서 재선에 성공한 이상헌 의원과 더불어 유이하게 영남권 중 낙동강 벨트 이외 지역에서 재선에 성공한 민주 정당 국회의원이 되었다.

## 논란

### 미성년자 성착취 동영상 게시
2020년 9월 6일 박재호가 페이스북에 미성년자 성 착취 동영상을 게시했다. 박재호 페이스북에 올린 성착취물에는 말레이시아어로 "소녀는 계속 도움을 청했지만 아무도 그녀를 듣지 못했다"는 글도 쓰여 있었다. 비난 여론이 일자 박재호는 보좌진 실수라고 해명했다.

## 학력
- 1971 연산초등학교 졸업
- 1974 동해중학교 졸업
- 1977 부산동성고등학교 졸업
- 1987 부산외국어대학교 불어학 학사
- 1997 중앙대학교 행정대학원 행정학 석사

### 명예 박사 학위
- 2010 가야대학교 명예정치학박사

## 경력
- 부산외국어대학교 총동창회 회장
- 제14대 대통령비서실 인사재무비서관
- 제16대 대통령선거 새천년민주당 노무현후보 조직특보
- 제16대 대통령비서실 정무비서관
- 제17대 국회의원 선거 부산 남구을 후보
- 제18대 국회의원 선거 부산 남구을 후보
- 국민체육진흥공단 이사장
- 제19대 국회의원 선거 부산 남구을 후보
- 민주통합당 부산광역시당 위원장
- 민주통합당 부산광역시당 남구 을 지역위원회 위원장
- 민주당 부산광역시당 남구 을 지역위원회 위원장
- 새정치민주연합 부산광역시당 공동위원장
- 새정치민주연합 부산광역시당 남구 을 지역위원회 위원장
- 미래도시창생과재생을 위한 국회의원 연구모임 대표
- 2016년 4월 13일: 대한민국 제20대 국회의원 선거 당선(부산 남구 을, 더불어민주당, 초선)
- 더불어민주당 을지로위원회 운영위원
- 2015년 12월~2024년 5월: 더불어민주당 부산광역시당 남구 을 지역위원회 위원장
- 2020년 4월 15일: 대한민국 제21대 국회의원 선거 당선(부산 남구 을, 더불어민주당, 재선)
- 2020년 8월~2022년 7월: 더불어민주당 부산광역시당 위원장
- 대한민국해양연맹 고문
- 2021년 5월~2022년 10월: 더불어민주당 정책위원회 선임부의장
- 2022년 6월~2022년 8월: 더불어민주당 비상대책위원
- 2024년 5월~2024년 6월: 더불어민주당 부산광역시당 남구 지역위원회 위원장

### 의정 활동
- 2016년 5월 30일~2020년 5월 29일: 제20대 국회의원(부산 남구 을, 더불어민주당, 초선)
  - 2016년 6월~2017년 7월: 제20대 국회 전반기 산업통상자원위원회 위원
  - 2016년 6월~2018년 5월: 제20대 국회 전반기 윤리특별위원회 위원
  - 2016년 7월~2017년 7월: 제20대 국회 정치발전특별위원회 위원
  - 2017년 6월~2018년 5월: 제20대 국회 전반기 예산결산특별위원회 위원
  - 2017년 7월~2018년 5월: 제20대 국회 전반기 산업통상자원중소벤처기업위원회 위원
  - 2018년 7월~2020년 5월: 제20대 국회 후반기 국토교통위원회 위원
  - 2018년 10월~2019년 6월: 제20대 국회 후반기 윤리특별위원회 위원
- 2020년 5월 30일~2024년 5월 29일: 제21대 국회의원(부산 남구 을, 더불어민주당, 재선)
  - 2020년 6월~2021년 4월: 제21대 국회 전반기 행정안전위원회 위원
  - 2020년 11월~2021년 3월: 제21대 국회 전반기 예산결산특별위원회 위원
  - 2021년 4월~2021년 5월: 제21대 국회 국무총리(김부겸) 임명동의에 관한 인사청문특별위원회 위원
  - 2021년 4월~2022년 5월: 제21대 국회 전반기 행정안전위원회 간사
  - 2021년 11월~2022년 4월: 제21대 국회 중앙선거관리위원회 위원(문상부) 선출에 관한 인사청문특별위원회 간사
  - 2022년 1월~2022년 12월: 제21대 국회 2030 부산세계박람회 유치지원 특별위원회 간사
  - 2022년 7월~2024년 5월: 제21대 국회 후반기 정무위원회 위원
  - 2022년 12월~2023년 12월: 제21대 국회 2030 부산세계박람회 유치지원 특별위원회 위원장
  - 2023년 6월~2024년 5월: 제21대 국회 후반기 예산결산특별위원회 위원

## 역대 선거 결과
|  | 45.11% |

|  | 16.50% |

|  | 41.46% |

|  | 48.11% |

|  | 50.50% |

|  | 45.59% |

## 소속 정당
| 소속 정당 | 소속 정당      | 소속 기간 | 비고      |
| --------- | -------------- | --------- | --------- |
|           | 신한민주당     | 1986~1987 | 정계 입문 |
|           | 무소속         | 1987      | 탈당      |
|           | 통일민주당     | 1987~1990 | 창당      |
|           | 민주자유당     | 1990~1995 | 합당      |
|           | 무소속         | 1995~1998 | 탈당      |
|           | 한나라당       | 1998~1999 | 복당      |
|           | 무소속         | 1999      | 탈당      |
|           | 새정치국민회의 | 1999~2000 | 입당      |
|           | 새천년민주당   | 2000~2003 | 합당      |
|           | 무소속         | 2003      | 탈당      |
|           | 열린우리당     | 2003~2007 | 창당      |
|           | 대통합민주신당 | 2007~2008 | 합당      |
|           | 통합민주당     | 2008      | 합당      |
|           | 무소속         | 2008~2010 | 탈당      |
|           | 국민참여당     | 2010~2011 | 창당      |
|           | 무소속         | 2011      | 합당      |
|           | 시민통합당     | 2011      | 창당      |
|           | 민주통합당     | 2011~2013 | 합당      |
|           | 민주당         | 2013~2014 | 당명 변경 |
|           | 새정치민주연합 | 2014~2015 | 합당      |
|           | 더불어민주당   | 2015~현재 | 당명 변경 |

## 같이 보기
- 남구 을 (2004년 부산 선거구)
- 부산 남구의 국회의원